# Embraer Lineage 1000
Lineage 1000 é um avião executivo da categoria  ultra-large, desenvolvido e fabricado no Brasil pela Embraer. Lançado em 2 de maio de 2006, fez seu primeiro voo em outubro de 2007.
Com capacidade para até dezenove passageiros, é uma variante da aeronave de transporte de passageiros Embraer 190.

## Aeronave
Conta com uma espaçosa cabine de 115.7 m³, que pode ser dividida em cinco áreas e acomodar até dezenove passageiros, além da tripulação. Salas de estar, refeições, reuniões e uma zona de descanso privativa, com a opção de instalação de ducha, são algumas das configurações oferecidas pela Embraer. É possível acessar em voo o amplo bagageiro, além da opção para três lavatórios. A versão mais luxuosa do Lineage 1000 acomoda oito passageiros e possui, entre outras comodidades, sala de jantar, escritório e suíte com cama queen-size. O avião está equipado com tecnologia Wi-Fi e acesso à Internet em voo. A Embraer oferece o interior do Lineage acabado, completo de fábrica, ao contrário da maioria dos competidores, que deixam o acabamento a cargo do cliente. Possui uma fuselagem maior, quando comparado a outros jatos executivos, como o Gulfstream G-650 e o Bombardier Global Express. Apenas os aviões da linha Boeing Business Jet e Airbus A319 CJ, variantes das linhas Boeing 737 NG e Airbus A32x, têm maior espaço disponível.
Uma das maiores mudanças a partir do Embraer 190 foi o uso de parte do deck de carga como  tanque de combustível, o que praticamente duplicou o alcance.
O sistema aviônico Honeywell Primus Epic, com cinco telas de controle multi-funcionais em cristal líquido e os EFBs (Electronic Flight Bags) fizeram do Lineage 1000 uma aeronave paperless desde seu primeiro voo. Conta ainda com os sistemas HUD (Head-Up Display) e EVS (Enhanced Vision System).

## Uso presidencial
O governo brasileiro possui duas unidades, designadas como FAB VC-2, utilizadas pela Presidência da República.

## Especificações
| Tripulação técnica    | Dois pilotos e um atendente de voo |
| Passageiros           | Até 19                             |
| Comprimento           | 32,24 metros                       |
| Altura                | 10,28 metros                       |
| Envergadura           | 28,72 metros                       |
| Alcance               | 8.519 km (5.290 mi)                |
| Teto de operação      | 12.496 metros (41.000 ft)          |
| Motores               | 2x GE CF 34-10E7                   |
| Empuxo                | 20.000 lbs                         |
| Velocidade máxima     | 890 km/h (481 nós, Mach 0.82)      |
| Pista para decolagem  | 1.869 metros (MTOW, SL, ISA)       |
| Peso máximo decolagem | 55.000 kg                          |
| Preço inicial         | USD 60 milhões                     |

## Modelo atual
Em outubro de 2013, a Embraer lançou o modelo Lineage 1000E, com uma nova tecnologia de aproximação e pouso, com melhor estabilidade e respostas mais rápidas a ventos súbitos e turbulência. O modelo 1000E tem ainda inovações na cabine de comando como o Embraer enhanced vision system – E2VS, que combina o sistema avançado de visão de voo – EFVS com o HUD.

## Galeria

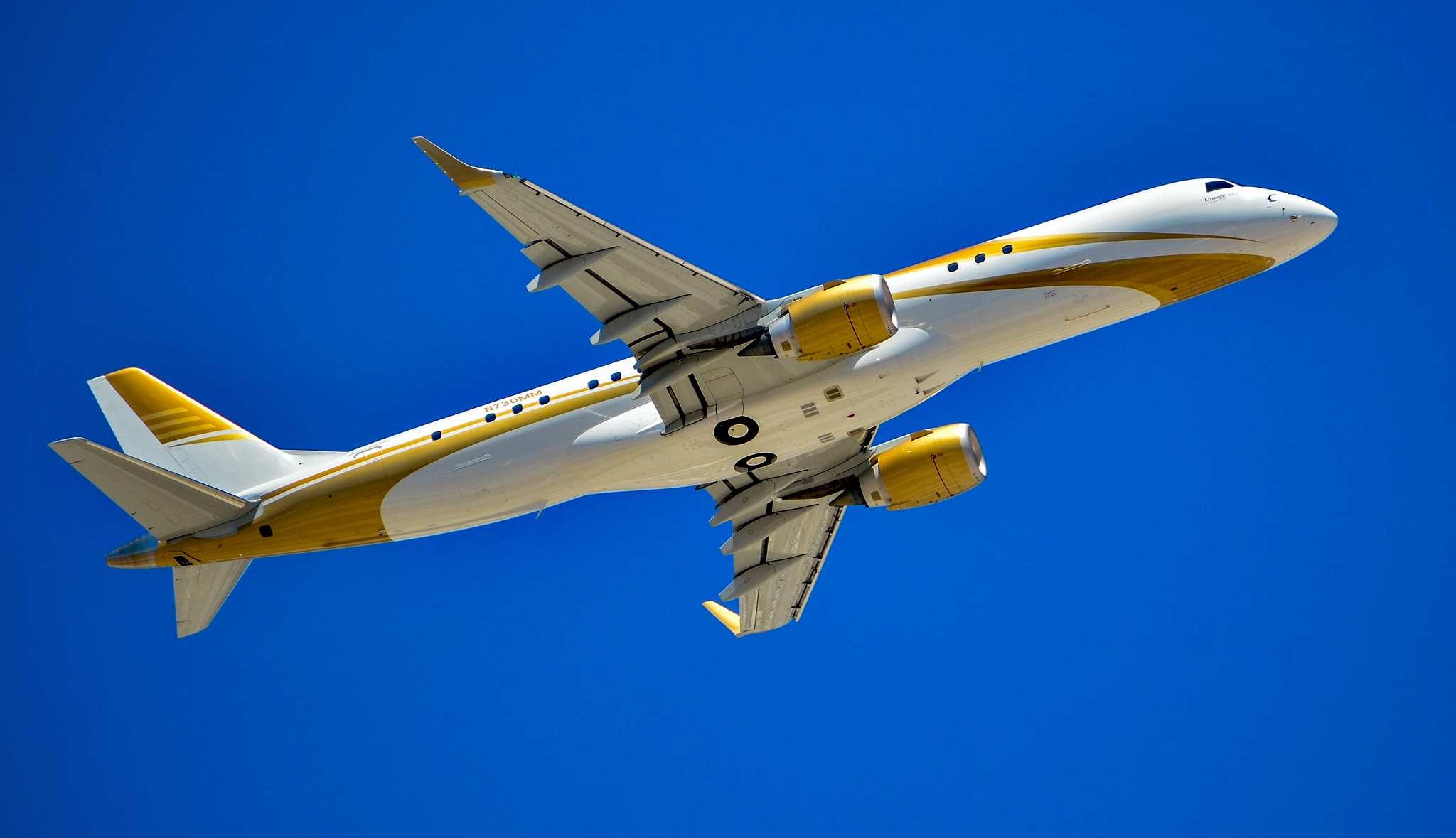
Embraer Lineage 1000
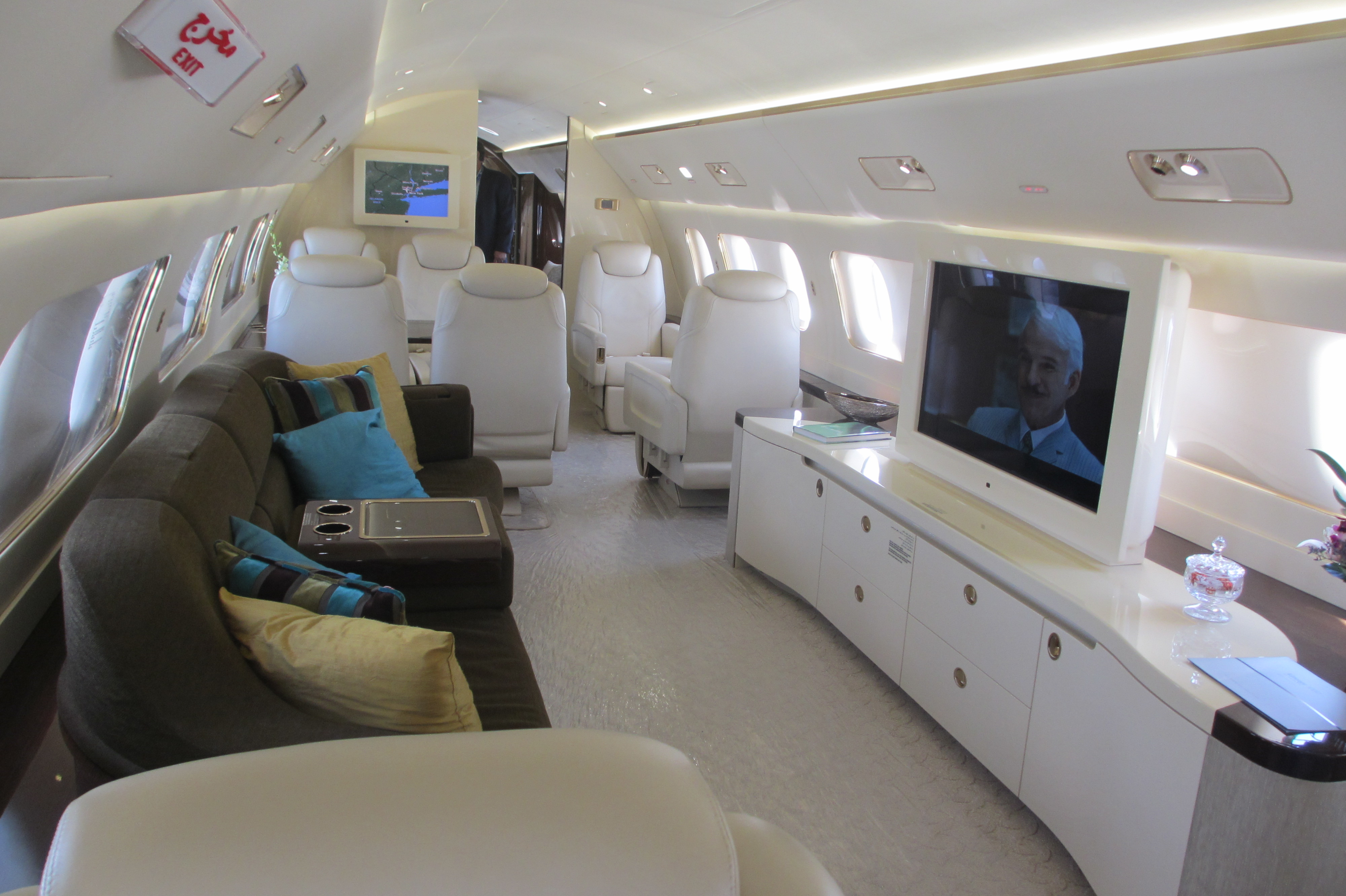
Detalhe do interior
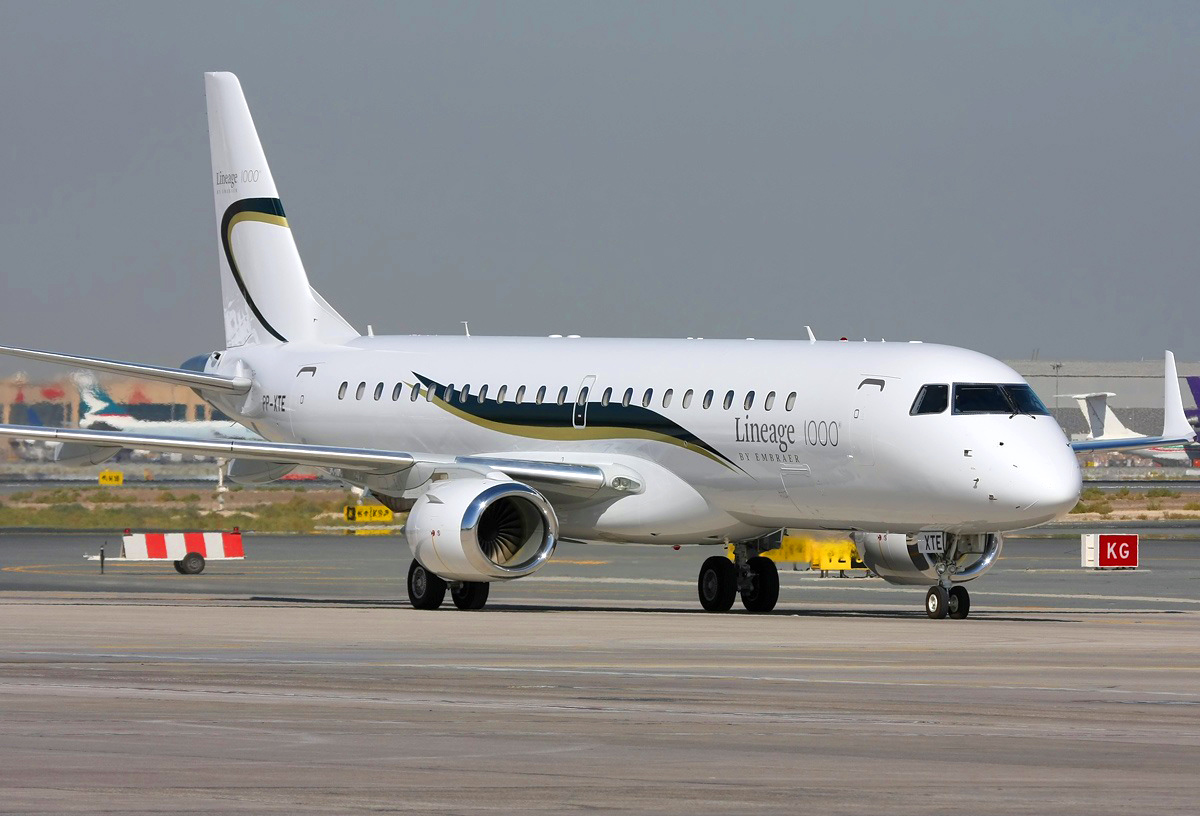
Lineage 1000
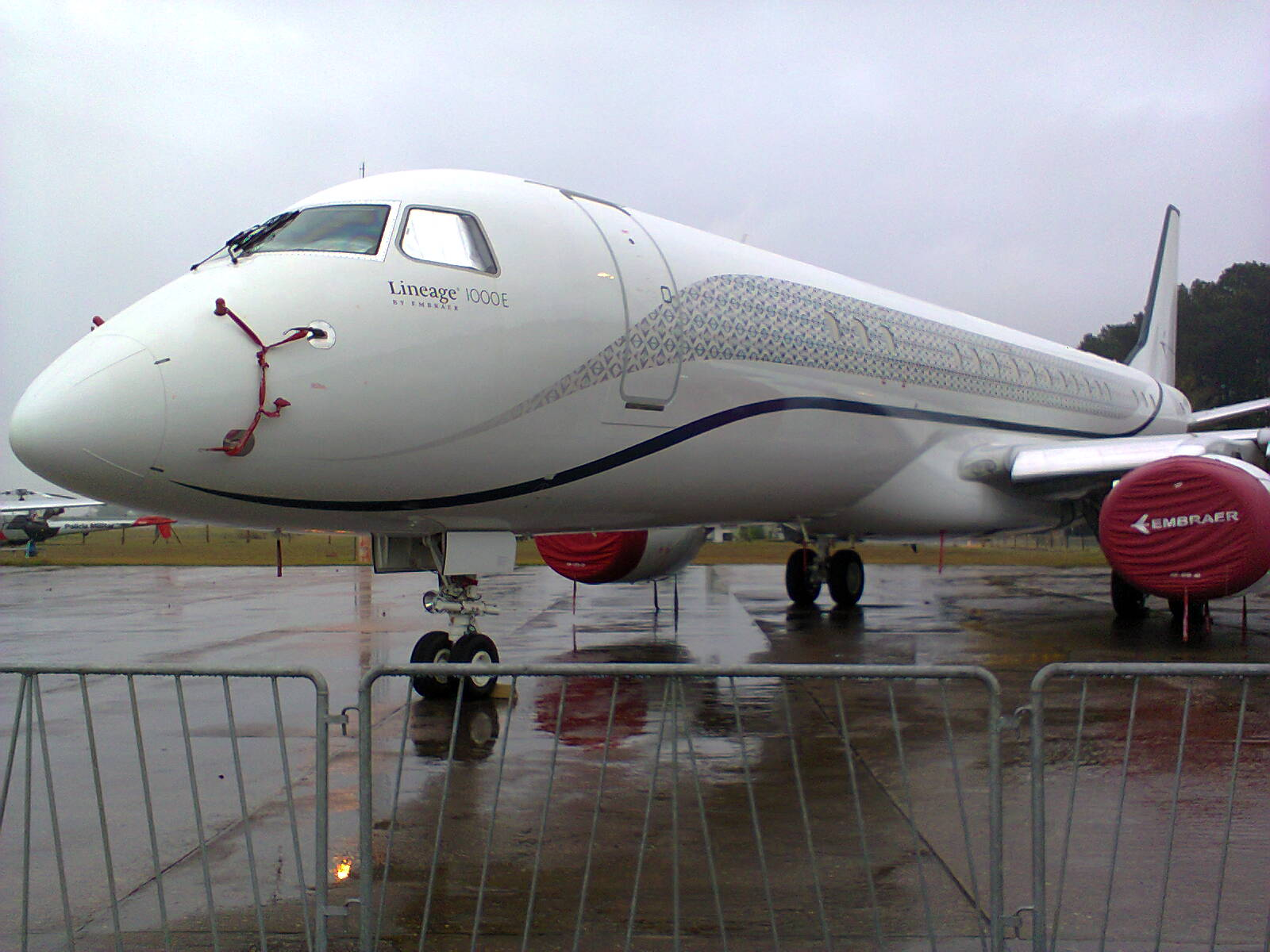
Lineage 1000E
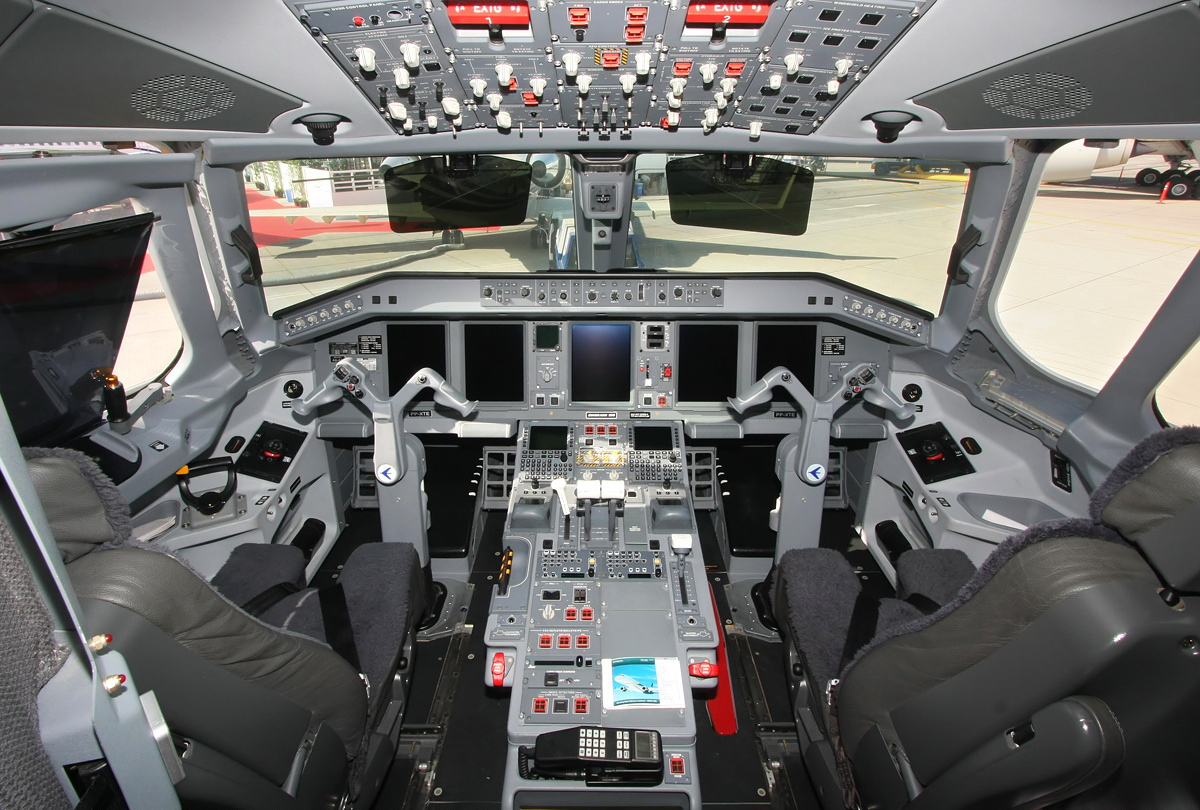
Cabine de comando
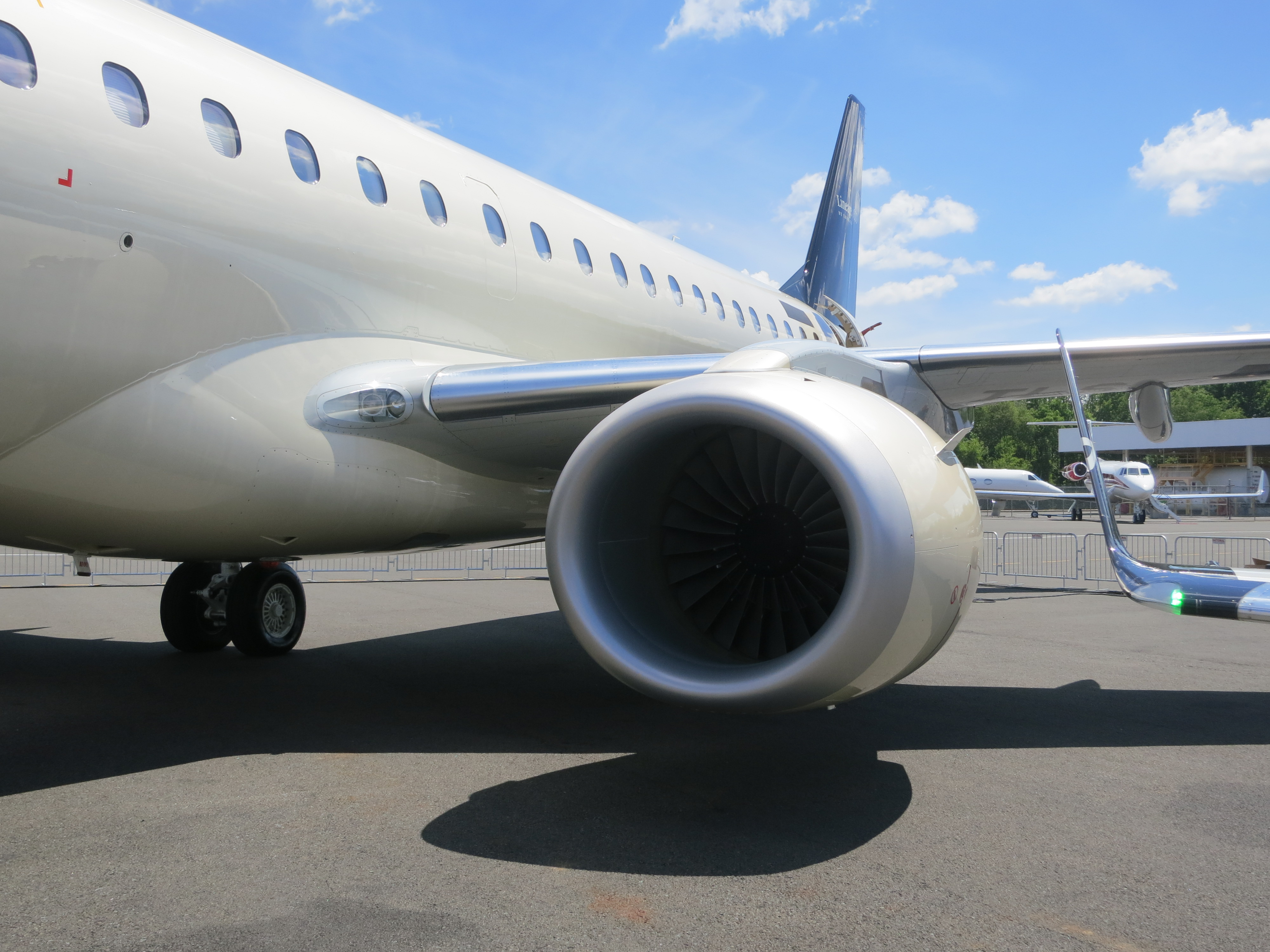
Detalhe de um dos motores